# テリー・ボーラウア
テリー・ボーラウア（Terry Bouhraoua、1987年8月29日 - ）は、フランスのラグビー選手。

## プロフィール
- フランス・シャトーダン出身[1]。
- ポジションはスクラムハーフ(SH)、スタンドオフ(SO)。
- 身長 169cm、体重 59kg
- リオ五輪の7人制フランス代表に選ばれた[2]。

## 略歴
CAブリーヴ、スタッド・フランセ、ベジエを経て、2017年、スタッド・フランセに加入。